# Facundo Isa

a Compétitions nationales et continentales officielles uniquement.

b Matchs officiels uniquement.
Dernière mise à jour le 23 septembre 2021.
Facundo Isa, né le 21 septembre 1993 à Santiago del Estero, est un joueur international argentin de rugby à XV évoluant aux postes de troisième ligne centre ou troisième ligne aile. Il évolue en Top 14 avec la Section paloise depuis juillet 2025.
C'est un troisième-ligne réputé pour être l’un des meilleurs porteurs de balles du Top 14.

## Biographie

### Jeunesse et formation
Originaire de Santiago del Estero, Facundo Isa grandit dans une famille très sportive: son père pratique le basket-ball, tandis que sa mère évolue dans le volley-ball et le patinage artistique. Il débute naturellement par le basket-ball, avant de s'essayer au football sur les conseils d’un oncle. À l’âge de 14 ans, des adversaires rencontrés sur un terrain de football l’invitent à découvrir le rugby à XV, sport qui devient rapidement une passion.
Il est formé au Santiago Lawn Tennis Club (es) et intègre ensuite le programme de développement PlaDAR (es), mis en place par la Fédération argentine de rugby à XV (UAR) pour repérer et former les jeunes talents. Ce programme a notamment révélé plusieurs internationaux argentins comme Julián Montoya, Tomás Lavanini, Pablo Matera ou Guido Petti. Pour suivre les entraînements, Isa effectue trois fois par semaine un long trajet en bus entre Santiago et Tucumán, au prix de lourds sacrifices personnels. Ces déplacements nuisent à sa scolarité, retardant l’obtention de son diplôme de fin d’études secondaires.
À 16 ans, il est sélectionné en équipe d’Argentine des moins de 20 ans et participe aux Championnats du monde junior 2012 et 2013.
L’année suivante, à 17 ans, il fait ses débuts en équipe première du Santiago Lawn Tennis Club, le jour même où le club accède à la première division du championnat provincial argentin.

### Carrière
Repéré par Laurent Emmanuelli, il rejoint le Rugby club toulonnais pour la saison 2013-2014, à l’âge de 19 ans. Isolé, loin de ses proches, il ne dispute qu’un seul match en Top 14, en tant que remplaçant face au Biarritz olympique. Concurrencé par des stars mondiales à son poste — Steffon Armitage, Juan Smith, Juan Martín Fernández Lobbe, Chris Masoe ou Danie Rossouw — il ne parvient pas à s’imposer.
Il retourne alors en Argentine et poursuit son développement avec les Pampas XV puis avec les Jaguares, la franchise argentine en Super Rugby. Parallèlement, il est sélectionné en équipe nationale à partir de 2014, et participe à la Coupe du monde de rugby à XV 2015 en Angleterre, où il dispute six matchs, dont deux en tant que titulaire, pour une quatrième place finale.
En 2017, alors qu’un transfert vers le Stade toulousain est presque finalisé, le Rugby club toulonnais revient à la charge. Malgré un accord préalable signé avec Toulouse, Isa choisit de rejoindre Toulon, convaincu par le président Mourad Boudjellal. En attendant, il rejoint le LOU en tant que joker médical jusqu’à la fin de la saison.
De retour à Toulon pour la saison suivante, il s’impose rapidement comme un joueur clé. Le 28 avril 2018, il se blesse gravement au genou lors d’un match contre Castres olympique, mettant fin prématurément à sa saison.
En mai 2017, il est invité à jouer avec les Barbarians britanniques par Vern Cotter, disputant deux matchs contre l’Angleterre à Twickenham et contre l’Ulster à Belfast.
En 2018, Isa prolonge son contrat avec le RCT pour trois saisons. De retour de blessure, il confirme son statut de cadre et de puissant porteur de balle. Il remporte notamment la finale de .
Écarté de la Coupe du monde de rugby à XV 2019 par le sélectionneur Mario Ledesma, il ne dispute pas la compétition.
Il est sélectionné pour disputer la Coupe du monde de rugby à XV 2023 en France. Titulaire à quatre reprises, Facundo Isa contribue au bon parcours de l’Argentine, qui atteint les demi-finales. Les Pumas terminent finalement quatrièmes du tournoi après une défaite contre l’Angleterre dans la petite finale.
Malgré des blessures à répétition, Facundo Isa demeure un joueur clé du Rugby club toulonnais.
Lors de la saison 2022-2023, Isa est l’un des artisans majeurs du sacre de Toulon en Challenge Cup 2022-2023, remporté face aux Glasgow Warriors (43-19). Il est titularisé lors de la finale à Dublin et se distingue par plusieurs charges dévastatrices. Il prlonge son contrat de trois saisons supplémentaires.
A partir de 2024, Facundo Isa perd progressivement sa place de titulaire et n’apparaît plus que de manière sporadique avec le RCT. Ce passage à vide se prolonge au début de la saison suivante, et son contrat n'est pas prolongé.
En avril 2025, il atteint la barre des 150 matchs sous les couleurs du RCT, devenant l’un des étrangers les plus capés de l’histoire du club varois.
Annoncé partant à l’issue de la saison 2024-2025, il s’engage avec la Section paloise pour l’exercice suivant, où il évouera aux côtés de son ami d'enfance Julián Montoya. Toutefois, Isa retrouve son niveau de performance en fin de saison 2024-2025. Il devient de nouveau un choix régulier du staff de Pierre Mignoni, et emmène son club en demi-finales de la Champions Cup 2024-2025 et du Top 14.

## Style de jeu
Facundo Isa est réputé pour sa puissance physique, sa capacité à franchir la ligne d’avantage et sa technique de plaquage. Joueur explosif et complet, il peut évoluer aussi bien au poste de troisième ligne centre qu’en troisième ligne aile. Son profil en fait l’un des meilleurs ball carriers du Top 14.

## Palmarès
Avec l'équipe d'Argentine :
- Demi-finaliste de la Coupe du monde : 2015, 2023

Avec le Rugby club toulonnais :
- Vainqueur du Challenge européen : 2023

## Statistiques en équipe nationale
Lors de la Coupe du monde 2015, Facundo Isa participe à six matchs et inscrit un essai contre la Namibie. Il est également retenu pour disputer la Coupe du monde 2023, où il joue quatre rencontres.

## Palmarès

### En club
- RC Toulon
  - Vainqueur du Championnat de France en 2014
  - Finaliste du Challenge européen en 2022
  - Vainqueur de la Challenge Cup en 2023

### En sélection nationale
- Argentine
  - Vainqueur de la Tbilissi Cup en 2014